# Jonas Koch
Jonas Koch (Schwäbisch Hall, 25 giugno 1993) è un ciclista su strada tedesco che corre per il team Red Bull-Bora-Hansgrohe. Attivo in formazioni UCI dal 2012, ha vinto una tappa al Tour de l'Avenir 2015.

## Palmarès

### Strada
- 2015 (Rad-Net Rose, una vittoria)

1ª tappa Tour de l'Avenir (Chablis > Toucy)

#### Altri successi
- 2013 (LKT Team Brandenburg)

Classifica giovani Wyścig Solidarności i Olimpijczyków
- 2014 (LKT Team Brandenburg)

Classifica giovani Małopolski Wyścig Górski
- 2015 (Rad-Net Rose)

Classifica a punti Tour de l'Avenir
- 2017 (CCC Polkowice)

1ª tappa, 2ª semitappa Settimana Internazionale di Coppi e Bartali (Gatteo, cronosquadre)
- 2019 (CCC Team)

Classifica a punti Österreich-Rundfahrt
- 2020 (CCC Team)

Classifica scalatori Tour de la Provence

### Gravel
- 2024

UCI Gravel World Series ME - Hegau Gravel Race

## Piazzamenti

### Grandi Giri
- Giro d'Italia

2024: 100º
- Tour de France

2020: 125º
2021: non partito (10ª tappa)
- Vuelta a España

2019: 60º
2022: 98º
2023: 93º

### Classiche monumento
- Milano-Sanremo

2020: 65º
2021: 91º
- Giro delle Fiandre

2020: 109º
2022: 87º
2023: 76º
- Parigi-Roubaix

2022: 85°
2023: 109º
- Liegi-Bastogne-Liegi

2019: 77º
2024: ritirato
2025: 124º

### Competizioni mondiali
- Campionati del mondo su strada

Richmond 2015 - In linea Under-23: ritirato
Bergen 2017 - Cronosquadre: 8º
Yorkshire 2019 - In linea Elite: ritirato
Imola 2020 - In linea Elite: ritirato
Wollongong 2022 - In linea Elite: ritirato
- Campionati del mondo gravel

Belgio 2024 - Elite: 19º

### Competizioni europee
- Campionati europei

Herning 2017 - In linea Elite: 23º
Glasgow 2018 - In linea Elite: 36º
Alkmaar 2019 - In linea Elite: squalificato
Drenthe 2023 - In linea Elite: 16º